# 瓦貢芒德 (新墨西哥州)
瓦貢芒德（英語：Wagon Mound）是位於美國新墨西哥州莫拉縣的村。

## 人口
根據2020年美國人口普查的數據，瓦貢芒德的面積為2.62平方千米，皆為陸地。當地共有人口266人，而人口密度為每平方千米102人。